# 金合欢奖
金合欢奖是为澳大利亚优秀华裔青年评选活动所设奖项，组委会于2011年6月10日在新南威尔士州议会大厦举行首届颁奖典礼启动仪式。